# Besencens
Besencens är en ort i kommunen Saint-Martin i kantonen Fribourg, Schweiz. Besencens var tidigare en egen kommun, men 1 januari 2004 inkorporerades Besencens och Fiaugères i Saint-Martin.